# 艾倫 (馬里蘭州)
希伯倫（英語：Hebron）是位於美國馬里蘭州威科米科縣的一個普查規定居民點。

## 人口
根據2020年美國人口普查的數據，希伯倫的面積為1.14平方千米，當中陸地面積為1.12平方千米，而水域面積為0.01平方千米。當地共有人口199人，而人口密度為每平方千米174.56人。